# JWH-185
JWH-185 es un ligando de receptor cannabinoide sintético de la familia de los naftoilindoles. Es el derivado reducido en carbonilo del compuesto relacionado JWH-081. La afinidad de unión de JWH-185 por el receptor CB1 se informa como Ki = 17 ± 3 nM.